# Książęta śląscy
Listy książąt dzielnicowych na Śląsku:
- Książęta wrocławscy
- Książęta legnicko-brzescy
- Książęta świdnicko-jaworscy
- Książęta ziębiccy
- Książęta głogowsko-żagańscy
- Książęta oleśniccy
- Książęta opolsko-raciborscy
- Książęta opolscy
- Książęta cieszyńscy
- Książęta oświęcimscy
- Książęta opawscy